# Coral (canción)
Coral es una canción de la banda de rock Soda Stereo, perteneciendo al álbum Comfort y música para volar fue una canción compuesta para el disco Sueño Stereo pero finalmente desechada por todos los integrantes de la banda
Durante unos conciertos en Miami, surgió la idea de trabajar algunos temas que habían quedado fuera de su anterior álbum Sueño Stereo. Y así fue como fue añadida al disco junto con otras tres canciones más (Sonoman, Planeador y Superstar).

## Música
La canción se caracteriza por ser rápida, tener un sonido britpop y muy psicodélico, junto con la percusión, los sintetizadores y efectos de la guitarra.[cita requerida]
- Datos: Q50675767